# فرودگاه مک رنچ
فرودگاه مک رنچ (به انگلیسی: MC Ranch Airport) یک فرودگاه خصوصی است که یک باند فرود خاک دارد و طول باند آن ۱۰۳۶ متر است. این فرودگاه در کشور ایالات متحده آمریکا قرار دارد و در ارتفاع ۱۳۸۸ متری از سطح دریا واقع شده‌است.